# Хорн, Кира
Кира Леони Хорн (нем. Kira Leonie Horn; род. 12 февраля 1995, Гамбург) — немецкая хоккеистка на траве, полузащитник. Участница летних Олимпийских игр 2020 года, двукратный серебряный призёр чемпионата Европы 2019 и 2021 годов.

## Биография
Кира Хорн родилась 12 февраля 1995 года в немецком городе Гамбург.
Играет в хоккей на траве за гамбургский «Ан-дер-Альстер».
В 2012—2016 годах выступала за молодёжную сборную Германии, проведя 55 матчей. В её составе в 2016 году участвовала в чемпионате мира в Сантьяго, где немки заняли 6-е место, забила 2 мяча.
В 2019 году дебютировала в женской сборной Германии. В том же году завоевала бронзовую медаль финала Про-лиги в Амстелвене.
Дважды выигрывала серебряные медали чемпионата Европы — в 2019 году в Антверпене и в 2021 году в Амстелвене.
В 2021 году вошла в состав женской сборной Германии по хоккею на траве на летних Олимпийских играх в Токио, занявшей 6-е место. Играла на позиции полузащитника, провела 6 матчей, мячей не забивала.